# هورنی بروسنیتسه
هورنی بروسنیتسه (به چکی: Horní Brusnice) یک منطقهٔ مسکونی در جمهوری چک است که در منطقه تروتنوف واقع شده‌است.